# Dmitrij Dmitrijevič Maksutov
Dmitrij Dmitrijevič Maksutov (23. dubna 1896 – 12. srpna 1964) byl sovětský optický inženýr a amatérský astronom. Je znám jako vynálezce Maksutova teleskopu.

## Život
Dmitrij Maksutov se narodil v roce 1896 v Nikolajevu nebo přístavním městě Oděse v Ruském impériu. Jeho otec byl námořní důstojník sloužící u černomořského loďstva a pocházel z rodiny s dlouhou a úspěšnou námořnickou tradicí. Jeho pradědeček Petr Ivanovič Maksutov získal jako odměnu za statečnost v boji šlechtický titul. Jeho dědeček Dmitrij Petrovič Maksutov byl poslední ruský guvernér ruskoamerické Aljašky před tím, než byla koupena Spojenými státy v roce 1867.
Dmitrij se začal zajímat o astronomii již v raném dětství a když mu bylo 12 let postavil svůj první dalekohled (180 mm reflektor). Později četl publikace slavného ruského optika Alexander Andrejevič Čikina (1865-1924), který se stal jeho učitelem. Poté postavil větší (210 mm) reflektor a začal vážné astronomické pozorování. Ve věku 15 let byl již přijat členem Ruské astronomické společnosti. O tři roky později absolvoval vojenský Nikolajevský inženýrský institut a poté odešel do Petrohradu na Vojenskou inženýrsko-technickou univerzitu. Mezi roky 1921 a 1930 pracoval v Institutu fyziky na Oděské univerzitě v oblasti astronomické optiky.
V roce 1930 Maksutov založil Laboratoř astronomické optiky na Státním optickém institutu v Leningradu, kterou vedl až do roku 1952. Tato laboratoř byla jedním z předních astronomických výzkumných pracovišť v SSSR. Zde v roce 1932 vydal knihu Анаберрационные отражающие поверхности и системы и новые способы их испытания [Aberace reflexních povrchů a systémů a nové metody jejich testování], v níž analyzoval aplanatické dvojité zrcadlové systémy a představil kompenzační metodu, kterou navrhl již v roce 1924. V roce 1944 se díky této slavné knize stal profesorem a od roku 1946 byl členem korespondentem Akademie věd Sovětského svazu. Od roku 1952 pracoval v Pulkovské observatoři. Maksutov zemřel v tehdejším Leningradu v roce 1964.

## Vynálezy
Maksutovův nejvýznamnější příspěvek v oblasti optiky byl jeho vynález nového typu dalekohledu. Ten se nyní nazývá Maksutovův dalekohled. Podobně jako u Schmidtova teleskopu i Maksutov opravoval sférické aberace tím, že umístil korekční čočky v přední části primárního zrcadla. Nicméně Schmidtova konstrukce využívá asférické korektory na vstupní zřítelnici Maksutovův dalekohled využívá negativně zakřivené čočky. Návrh byl zveřejněn v roce 1944 v knize nazvané "Новые катадиоптрические менисковые системы" [Nové katadioptrické čočkové systémy]. Tato metoda byla přijata nejen jeho vlastní laboratoří a mnoha významnými observatořemi v Sovětském svazu, ale také v mezinárodním měřítku. Několik komerčních společností vyrábějících dalekohledy produkuje teleskopy Maksutovy konstrukce, včetně firem Celestron, Meade, a Questar.
Rovněž vytvořil mnoho objektivových čoček, zrcadel a hranolů různých velikostí a účelů. Dále vymyslel  fotogastrograf (používá se pro fotografování žaludku), jehlový mikroskop, stínové nástroje pro aerodynamické trubky, teleskopické brýle, a další nástroje.

## Ocenění
- Stalinova cena (1941, 1946)
- Leninův řád (1945, 1958)
- Řád Odznak cti (1943)
- Grand Prix na Světové výstavě 1958 v Bruselu